# 표트르 카피차
표트르 레오니도비치 카피차(러시아어: Пётр Леони́дович Капи́ца, 루마니아어: Petre Capița 페트레 카피차[*], 1894년 7월 8일 - 1984년 4월 8일)는 1978년에 노벨 물리학상을 받은 루마니아 계 소련인 물리학자이다.

## 생애
카피차는 1894년 7월 8일 러시아 제국 크론시타트에서 태어나 1918년에 상트페테르부르크 공과 대학교를 졸업했다. 졸업 뒤 카피차는 영국으로 건너가 케임브리지 대학교의 캐번디시 연구소에서 10년 이상을 일했고, 1929년에 왕립 학회의 특별 회원으로 선출된 뒤 케임브리지 대학교 몬드 연구소의 초대 연구소장이 되었다. 1920년대에 그는 공심 코일 전자석에 짧은 시간 동안 높은 전류를 주입하여 강력한 자기장을 형성하는 기술을 연구했다. 이로 인해 그는 1928년에 매우 강력한 자기장 내에서 다양한 금속들의 고유 저항값의 1차 종속성을 발견했다.
1934년에 카피차는 다시 소비에트 연방으로 건너가 액체 헬륨에 관한 일련의 실험을 진행하였고, 1937년에 액체 헬륨이 초유체임을 발견하였다. 이 공로로 이후에 그는 노벨 물리학상을 수상하게 된다. 1939년에는 그는 고효율 터빈을 이용해 공기를 액화할 수 있는 새로운 방법을 발견했고 그 결과 그는 소비에트 연방의 산소 산업부 장관을 맡게 되었다. 그 곳에서 그는 그의 저온 팽창 기술을 공업적으로 사용할 방안을 개발했다. 1950년부터 1955년까지는 극초단파 발생기를 개발했고, 백만 켈빈 이상의 온도에서 나타나는 새로운 형태의 고압 플라스마 방전을 발견했다.
제 2차 세계 대전 직후, 그를 포함해 소비에트 연방의 많은 과학자들이 새로운 대학교를 만들어 달라고 정부에 청원했다. 그 결과 모스크바 물리 기술 대학교가 설립되었고, 그는 그 곳에서 오랫동안 교수로 있었다. 그는 1957년부터 사망할 때까지 소비에트 연방 과학 아카데미 상임 간부회 회원으로 있었는데, 그는 소비에트 연방 공산당의 당원이 아니면서 상임 간부회 회원이었던 유일한 인물이었다.

## 같이 보기
- 카피차 저항은 액체 헬륨과 고체 헬륨 간의 경계면에서 나타나는 열적 저항이다.
- 1982년에 발견된 소행성 3437 카피차는 그의 이름을 따 명명되었다[4].